# سیارک ۴۱۴۵۰
سیارک ۴۱۴۵۰ (به انگلیسی: 41450 Medkeff، نامگذاری:2000LF15) چهل و یک هزار و چهارصد و پنجاهمین سیارک کشف شده‌است که در ۱ ژوئن ۲۰۰۰ کشف شد.